# 龍光寺前駅
龍光寺前駅（りゅうこうじまええき）は、かつて和歌山県海草郡野上町（現・紀美野町）動木にあった野上電気鉄道野上線の駅（廃駅）。

## 歴史
- 1928年（昭和3年）3月29日：野上軽便鉄道（後の野上電気鉄道）が紀伊野上駅から路線を延伸すると同時に開業。
- 1994年（平成6年）4月1日：野上線廃止に伴い廃止。

## 駅構造
単式ホーム1面1線の地上駅で、コンクリート製の駅舎を併設していたが、駅業務は無人駅であった。ちなみに、コンクリート製の駅舎は野上線内では当駅が唯一であった。

## 駅周辺
- 龍光寺 - 駅名の由来となった日蓮宗の寺院。
- 和歌山県立大成高等学校（現・和歌山県立海南高等学校大成校舎）

## 現況
動木駅との間は丘を切り開いて線路を造ったところで、一見トンネルの様な特異な構造をもつ跨線道路橋があった。野上小学校の改築に伴い、一部の線路跡がコンクリートで埋められた。
現在は国道370号バイパスに線路敷および駅跡地が転用されたため、上記掘割部は完全に埋め戻されている。

## 隣の駅
野上電気鉄道
野上線
動木駅 - 龍光寺前駅 - 下佐々駅